# Gaetano Mosca
Pour les articles homonymes, voir Mosca.
Gaetano Mosca (né le 1er avril 1858 à Palerme et mort le 8 novembre 1941  à Rome) est un universitaire, professeur de droit, philosophe spécialisé dans la science politique, journaliste et haut fonctionnaire italien de la fin du XIXe et du début du XXe siècle.
Il a développé la théorie de l'élitisme et celle de la classe politique et un des trois membres de l'école élitiste italienne avec Vilfredo Pareto et Robert Michels. Il aura été influencé par Karl Marx et Vilfredo Pareto et ses idées se retrouveront chez Robert Michels, Joseph Schumpeter, Seymour Martin Lipset et C. Wright Mills.

## Biographie
Licencié en droit de l'université de Palerme en 1881, Gaetano Mosca déménage à Rome en 1887, où il obtient un poste de secrétaire à la Camera dei Deputati. Après avoir suivi quelques cours à Palerme et à Rome, Mosca devient professeur de droit constitutionnel à l'université de Turin en 1896. En 1924, il devient professeur de droit public à l'université de Rome, et s'établit définitivement dans la capitale. Mosca occupera par la suite d'autres postes universitaires.
En 1909, il est élu à la Camera dei Deputati, où il siège jusqu'en 1919. Mosca est sous-secrétaire aux colonies de 1914 à 1916. En 1919, Mosca est nommé sénateur à vie. Il occupe activement ce poste jusqu'en 1926. Pendant la dictature fasciste, Mosca se retira de la vie politique pour se consacrer à l'enseignement et à la recherche.
Pendant ce temps, Gaetano travaille aussi comme journaliste politique pour la Corriere della Sera à Milan et à la Tribuna de Rome (de 1911 à 1921).
Mosca est très célèbre pour ses travaux dans le domaine des théories politiques. Il a écrit Sulla teorica dei governi e sul governo parlamentare (théorie des gouvernements et gouvernements parlementaires) publié en 1884; Elementi di scienza politica (Éléments de science politique) publié en 1896 et Storia delle dottrine politiche (histoire des doctrines politiques) publiés en 1936.

## Philosophie politique
Gaetano Mosca a contribué aux sciences politiques en observant que les sociétés (à part les sociétés primitives) sont gouvernées dans les faits si ce n'est dans la théorie par une minorité numérique. Il a nommé cette minorité la classe politique. Bien que cette théorie soit élitiste, on  peut constater que sa base est différente du pouvoir de l'élite décrit par C. Wright Mills. Contrairement à Mills et d'autres sociologues plus tard, Gaetano Mosca visait à développer une théorie universelle de la société politique, sa théorie de la Classe Politique reflète le plus ce dessein. À chaque époque, la classe politique se maintient au pouvoir en s'appuyant sur une "formule politique", c'est-à-dire une doctrine susceptible d'entraîner l'adhésion des gouvernés, bref une idéologie capable de légitimer.
Mosca définit les élites selon la supériorité de leurs compétences dans l'organisation. Ces compétences selon lui sont surtout utiles pour gagner le pouvoir dans une société bureaucratique moderne. Des individus originaires de toutes classes peuvent accéder à l'"élite". Il a aussi adhéré  au concept de « la circulation de l'élite, » qui est une théorie dialectique de compétition constante entre les élites, avec un groupe d'élite remplaçant un autre à maintes reprises progressivement.

## Œuvres (par ordre chronologique)
- Sulla teorica dei governi e sul governo parlamentare, 1884
- Questioni costituzionali, 1885
- Elementi di scienza politica, 1896
- Appunti di diritto Costituzionale, 1906
- Saggi di storia delle dottrine politiche, 1927.
- Storia delle dottrine politiche, 1936. Traduit en français par Gaston Bouthoul : Histoire des doctrines politiques depuis l'Antiquité jusqu'à nos jours, Paris, Payot, 1936.